# Walter Davis jr.
Walter Davis jr. (Richmond, 2 september 1932 - New York, 2 juni 1990) was een Amerikaanse jazzpianist, componist en arrangeur.

## Carrière
Tijdens zijn jeugdjaren speelde Davis met de band Three Bips and a Bop van Baps Gonzalez. Hij verhuisde naar New York en speelde in 1952 met Max Roach en Charlie Parker. In 1956 voegde hij zich bij Dizzy Gillespie's bigband en toerde daarmee door het Midden Oosten en Zuid-Amerika. Hij speelde in 1958 nog in Parijs met Donald Byrd en in 1959 met Art Blakey's Jazz Messengers, waarmee hij onder meer in het Concertgebouw in Amsterdam speelde.
Hij beëindigde zijn muziekcarrière om als kleermaker te werken. Hij voegde zich daaropvolgend toch bij een band in New Jersey, produceerde plaatopnamen en schreef arrangementen. Van 1966 tot 1967 nam hij twee keer op met Sonny Criss, was in 1968 betrokken bij het album The Way Ahead van Archie Shepp en studeerde in 1969 muziek in India. Tijdens de jaren 1970 speelde hij van 1973 tot 1974 met Sonny Rollins en in 1975 weer met de Jazz Messengers. Hij componeerde en arrangeerde onder andere Jody voor hen, dat ze speelden tot in de jaren 1990. De opnamen klinken vrolijk. Andere composities zijn Scorpio Rising, Backgammon, Uranus, Gypsy Folk Tales, Ronnie Is a Dynamite Lady. Hij leidde zijn eigen band in New York en nam in 1979 op onder zijn eigen naam. In 1985 nam hij met de Jazz Messengers deel aan het concert 'One Night With the Blue Note'.
Davis werkte mee aan de soundtrack van de film Bird van Clint Eastwood.

## Overlijden
Walter Davis jr. overleed in juni 1990 op 57-jarige leeftijd.

## Discografie
- 1959: Davis Cup (Blue Note Records)
- 1979: Blues Walk (Red Records)
- 1979: 400 Years Ago, Tomorrow (Owl Records)
- 1979: Night Song
- 1981: Live at the Dreher
- 1987: In Walked Thelonious (Mapleshade Records)
- 1989: Illumination
- 1994: Scorpio Rising

- Bibliothèque nationale de France: cb13893036j (data)
- Gemeinsame Normdatei: 1127565923
- International Standard Name Identifier: 0000 0001 1495 4487
- Library of Congress Control Number: n86857260
- MusicBrainz: 98d1fb70-7ada-46fa-930b-5d34a371947e
- Nationale Bibliotheek van Tsjechië: xx0190437
- Nationale Bibliotheek van Israël: 987007318178005171
- Nederlandse Thesaurus van Auteursnamen: 167619039
- Istituto Centrale per il Catalogo Unico: DDSV031525
- SNAC: w6476pqf
- Système universitaire de documentation: 156626225
- Virtual International Authority File: 94093713
- WorldCat: E39PBJmHCkQBVJJ6ffxjQRPRKd